# Campeonato Europeu de Halterofilismo de 2011
O Campeonato Europeu de Halterofilismo de 2011 foi a 90ª edição do campeonato, sendo organizado pela Federação Europeia de Halterofilismo, no Basket-Hall Arena, em Cazã, na Rússia, entre 11 a 17 de abril de 2011. Foram disputadas 15 categorias (8 masculino e 7 feminino). 

## Medalhistas

### Masculino
| Evento     | Ouro                         | Ouro      | Prata                              | Prata     | Bronze                           | Bronze    |
| até 56 kg  | até 56 kg                    | até 56 kg | até 56 kg                          | até 56 kg | até 56 kg                        | até 56 kg |
| ---------- | ---------------------------- | --------- | ---------------------------------- | --------- | -------------------------------- | --------- |
| Arranque   | Gökhan Kılıç · Turquia       | 118 kg    | Stanislau Chadovich · Bielorrússia | 118 kg    | Ghenadie Dudoglo · Moldávia      | 115 kg    |
| Arremesso  | Oleg Sîrghi · Moldávia       | 150 kg    | Florin Ionuț Croitoru · Roménia    | 141 kg    | Smbat Margaryan · Armênia        | 141 kg    |
| Total      | Oleg Sîrghi · Moldávia       | 262 kg    | Gökhan Kılıç · Turquia             | 256 kg    | Florin Ionuț Croitoru · Roménia  | 256 kg    |
| até 62 kg  |                              |           |                                    |           |                                  |           |
| Arranque   | Bünyamin Sezer · Turquia     | 140 kg    | Antoniu Buci · Roménia             | 134 kg    | Damian Wiśniewski · Polónia      | 130 kg    |
| Arremesso  | Marius Gîscan · Roménia      | 162 kg    | Hurşit Atak · Turquia              | 161 kg    | Bünyamin Sezer · Turquia         | 158 kg    |
| Total      | Bünyamin Sezer · Turquia     | 298 kg    | Antoniu Buci · Roménia             | 290 kg    | Hurşit Atak · Turquia            | 289 kg    |
| até 69 kg  |                              |           |                                    |           |                                  |           |
| Arranque   | Mete Binay · Turquia         | 154 kg    | Răzvan Martin · Roménia            | 150 kg    | Vladislav Lukanin · Rússia       | 146 kg    |
| Arremesso  | Vladislav Lukanin · Rússia   | 186 kg    | Răzvan Martin · Roménia            | 181 kg    | Daniel Godelli · Albânia         | 176 kg    |
| Total      | Vladislav Lukanin · Rússia   | 332 kg    | Răzvan Martin · Roménia            | 331 kg    | Daniel Godelli · Albânia         | 321 kg    |
| até 77 kg  |                              |           |                                    |           |                                  |           |
| Arranque   | Arayik Mirzoyan · Armênia    | 160 kg    | Erkand Qerimaj · Albânia           | 157 kg    | Semih Yağcı · Turquia            | 155 kg    |
| Arremesso  | Semih Yağcı · Turquia        | 192 kg    | Arayik Mirzoyan · Armênia          | 187 kg    | Richard Tkáč · Eslováquia        | 183 kg    |
| Total      | Semih Yağcı · Turquia        | 347 kg    | Arayik Mirzoyan · Armênia          | 347 kg    | Richard Tkáč · Eslováquia        | 335 kg    |
| até 85 kg  |                              |           |                                    |           |                                  |           |
| Arranque   | Apti Aukhadov · Rússia       | 173 kg    | Aleksey Yufkin · Rússia            | 170 kg    | Edgar Gevorgyan · Armênia        | 165 kg    |
| Arremesso  | Aleksey Yufkin · Rússia      | 215 kg    | Apti Aukhadov · Rússia             | 212 kg    | Benjamin Hennequin · França      | 208 kg    |
| Total      | Aleksey Yufkin · Rússia      | 385 kg    | Apti Aukhadov · Rússia             | 385 kg    | Benjamin Hennequin · França      | 373 kg    |
| até 94 kg  |                              |           |                                    |           |                                  |           |
| Arranque   | Aurimas Didžbalis · Lituânia | 177 kg    | Anatolie Cîrîcu · Moldávia         | 173 kg    | Andrey Demanov · Rússia          | 171 kg    |
| Arremesso  | Andrey Demanov · Rússia      | 220 kg    | Anatolie Cîrîcu · Moldávia         | 217 kg    | Aurimas Didžbalis · Lituânia     | 205 kg    |
| Total      | Andrey Demanov · Rússia      | 391 kg    | Anatolie Cîrîcu · Moldávia         | 390 kg    | Aurimas Didžbalis · Lituânia     | 382 kg    |
| até 105 kg |                              |           |                                    |           |                                  |           |
| Arranque   | Khadzhimurat Akkaev · Rússia | 195 kg    | Gia Machavariani · Geórgia         | 183 kg    | Mikhail Audzeyeu · Bielorrússia  | 181 kg    |
| Arremesso  | Khadzhimurat Akkaev · Rússia | 230 kg    | Gia Machavariani · Geórgia         | 217 kg    | Bartlomiej Bonk · Polónia        | 214 kg    |
| Total      | Khadzhimurat Akkaev · Rússia | 425 kg    | Gia Machavariani · Geórgia         | 400 kg    | Bartlomiej Bonk · Polónia        | 394 kg    |
| + 105 kg   |                              |           |                                    |           |                                  |           |
| Arranque   | Ihor Shymechko · Ucrânia     | 195 kg    | Irakli Turmanidze · Geórgia        | 188 kg    | Yauheni Zharnasek · Bielorrússia | 187 kg    |
| Arremesso  | Jiří Orság · Chéquia         | 226 kg    | Bünyamin Sudaş · Turquia           | 224 kg    | Yauheni Zharnasek · Bielorrússia | 223 kg    |
| Total      | Ihor Shymechko · Ucrânia     | 412 kg    | Jiří Orság · Chéquia               | 410 kg    | Yauheni Zharnasek · Bielorrússia | 410 kg    |

### Feminino
| Evento    | Ouro                              | Ouro      | Prata                           | Prata     | Bronze                          | Bronze    |
| até 48 kg | até 48 kg                         | até 48 kg | até 48 kg                       | até 48 kg | até 48 kg                       | até 48 kg |
| --------- | --------------------------------- | --------- | ------------------------------- | --------- | ------------------------------- | --------- |
| Arranque  | Nurcan Taylan (DSQ) · Turquia     | 90 kg     | Genny Pagliaro · Itália         | 82 kg     | Nurdan Karagöz · Turquia        | 80 kg     |
| Arremesso | Nurcan Taylan (DSQ) · Turquia     | 105 kg    | Nurdan Karagöz · Turquia        | 100 kg    | Genny Pagliaro · Itália         | 98 kg     |
| Total     | Nurcan Taylan (DSQ) · Turquia     | 195 kg    | Nurdan Karagöz · Turquia        | 180 kg    | Genny Pagliaro · Itália         | 180 kg    |
| até 53 kg |                                   |           |                                 |           |                                 |           |
| Arranque  | Aylin Daşdelen · Turquia          | 90 kg     | Julia Rohde · Alemanha          | 83 kg     | Mariya Vidlyvana · Ucrânia      | 83 kg     |
| Arremesso | Aylin Daşdelen · Turquia          | 112 kg    | Ayşegül Çoban · Turquia         | 105 kg    | Julia Rohde · Alemanha          | 104 kg    |
| Total     | Aylin Daşdelen · Turquia          | 202 kg    | Julia Rohde · Alemanha          | 187 kg    | Ayşegül Çoban · Turquia         | 180 kg    |
| até 58 kg |                                   |           |                                 |           |                                 |           |
| Arranque  | Nastassia Novikava · Bielorrússia | 100 kg    | Iuliia Paratova · Ucrânia       | 92 kg     | Yuliya Derkach · Ucrânia        | 88 kg     |
| Arremesso | Nastassia Novikava · Bielorrússia | 125 kg    | Aleksandra Klejnowska · Polónia | 110 kg    | Iuliia Paratova · Ucrânia       | 108 kg    |
| Total     | Nastassia Novikava · Bielorrússia | 225 kg    | Iuliia Paratova · Ucrânia       | 200 kg    | Aleksandra Klejnowska · Polónia | 196 kg    |
| até 63 kg |                                   |           |                                 |           |                                 |           |
| Arranque  | Svetlana Tsarukaeva · Rússia      | 112 kg    | Sibel Şimşek · Turquia          | 108 kg    | Marina Shainova · Rússia        | 104 kg    |
| Arremesso | Marina Shainova · Rússia          | 141 kg    | Svetlana Tsarukaeva · Rússia    | 133 kg    | Sibel Şimşek · Turquia          | 130 kg    |
| Total     | Marina Shainova · Rússia          | 245 kg    | Svetlana Tsarukaeva · Rússia    | 245 kg    | Sibel Şimşek · Turquia          | 238 kg    |
| até 69 kg |                                   |           |                                 |           |                                 |           |
| Arranque  | Oxana Slivenko · Rússia           | 120 kg    | Tatiana Matveeva · Rússia       | 110 kg    | Eszter Krutzler · Hungria       | 104 kg    |
| Arremesso | Oxana Slivenko · Rússia           | 145 kg    | Tatiana Matveeva · Rússia       | 141 kg    | Eszter Krutzler · Hungria       | 127 kg    |
| Total     | Oxana Slivenko · Rússia           | 265 kg    | Tatiana Matveeva · Rússia       | 251 kg    | Eszter Krutzler · Hungria       | 231 kg    |
| até 75 kg |                                   |           |                                 |           |                                 |           |
| Arranque  | Natalya Zabolotnaya · Rússia      | 133 kg    | Nadezhda Evstyukhina · Rússia   | 130 kg    | Lydia Valentin · Espanha        | 122 kg    |
| Arremesso | Nadezhda Evstyukhina · Rússia     | 162 kg    | Natalya Zabolotnaya · Rússia    | 153 kg    | Lydia Valentin · Espanha        | 142 kg    |
| Total     | Nadezhda Evstyukhina · Rússia     | 292 kg    | Natalya Zabolotnaya · Rússia    | 286 kg    | Lydia Valentin · Espanha        | 264 kg    |
| + 75 kg   |                                   |           |                                 |           |                                 |           |
| Arranque  | Tatiana Kashirina · Rússia        | 146 kg    | Ümmühan Uçar · Turquia          | 113 kg    | Kathleen Schöppe · Alemanha     | 100 kg    |
| Arremesso | Tatiana Kashirina · Rússia        | 181 kg    | Ümmühan Uçar · Turquia          | 136 kg    | Kathleen Schöppe · Alemanha     | 131 kg    |
| Total     | Tatiana Kashirina · Rússia        | 327 kg    | Ümmühan Uçar · Turquia          | 249 kg    | Kathleen Schöppe · Alemanha     | 231 kg    |

- — Recorde mundial
- DSQ —  Desclassificado

## Quadro de medalhas
Quadro de medalhas no total combinado
| Ordem | País         | Medalha de ouro | Medalha de prata | Medalha de bronze | Total |
| ----- | ------------ | --------------- | ---------------- | ----------------- | ----- |
| 1     | Rússia       | 8               | 4                | 0                 | 12    |
| 2     | Turquia      | 3               | 3                | 3                 | 9     |
| 3     | Moldávia     | 1               | 1                | 0                 | 2     |
| 3     | Ucrânia      | 1               | 1                | 0                 | 2     |
| 5     | Bielorrússia | 1               | 0                | 1                 | 2     |
| 6     | Roménia      | 0               | 2                | 1                 | 3     |
| 7     | Alemanha     | 0               | 1                | 1                 | 2     |
| 8     | Armênia      | 0               | 1                | 0                 | 1     |
| 8     | Chéquia      | 0               | 1                | 0                 | 1     |
| 8     | Geórgia      | 0               | 1                | 0                 | 1     |
| 11    | Polónia      | 0               | 0                | 2                 | 2     |
| 12    | Albânia      | 0               | 0                | 1                 | 1     |
| 12    | França       | 0               | 0                | 1                 | 1     |
| 12    | Hungria      | 0               | 0                | 1                 | 1     |
| 12    | Itália       | 0               | 0                | 1                 | 1     |
| 12    | Lituânia     | 0               | 0                | 1                 | 1     |
| 12    | Eslováquia   | 0               | 0                | 1                 | 1     |
| 12    | Espanha      | 0               | 0                | 1                 | 1     |
| Total | Total        | 15              | 15               | 15                | 45    |